# Disa celata
Disa celata är en orkidéart som beskrevs av Victor Samuel Summerhayes. Disa celata ingår i släktet Disa och familjen orkidéer. Inga underarter finns listade i Catalogue of Life.